# Phloeophila pelecaniceps
Phloeophila pelecaniceps är en orkidéart som först beskrevs av Carlyle August Luer, och fick sitt nu gällande namn av Alec M. Pridgeon och Mark W. Chase. Phloeophila pelecaniceps ingår i släktet Phloeophila och familjen orkidéer.
Artens utbredningsområde är Panamá. Inga underarter finns listade i Catalogue of Life.